# ハインツ・ブリュヒャー
ハインツ・ブリュヒャー（Heinz Brücher, 1915年1月14日 - 1991年12月17日）はドイツの植物学者である。
ヘッセン大公国のダルムシュタットで生まれ、テュービンゲン大学で植物学の学位を得た。第二次世界大戦中はナチスの研究機関、アーネンエルベに属し、1943年6月、28歳の少尉であったブリュヒャーはコンラート・フォン・ラウホ (Konrad von Rauch) のもとで、占領したソビエト領地の調査に参加した。その中でソビエトの植物学者ニコライ・ヴァヴィロフの残した科学的遺産を回収、保存した。
1945年2月、ソビエト軍の反攻によって調査した研究機関が奪回されることを恐れたドイツ軍から、18の施設を破壊するよう命じられたが、従わなかった。
戦後はアルゼンチンに移民し、1948年にトゥクマン大学で遺伝学、植物学の教授に任じられ、その後も南米各国の大学で教授を務めた。穀物の歴史や熱帯植物の起源、進化、栽培に関する多くの書籍を出版し、亜熱帯起源の有用植物やその近縁野生種に関するモノグラフを執筆したが、アルゼンチンメンドーサ州の農場で強盗にあい殺害された。